# 마호정
마호정(馬豪政, 1870년대생? ~ ?)은 한국의 배우이다. 한국 최초의 연극 배우로 알려져 있다.